# 賴特斯維爾 (阿肯色州)
賴茨維爾（英語：Wrightsville）是一個位於美國阿肯色州普拉斯基縣的城市。

## 地理
賴茨維爾的座標為34°36′38″N 92°13′02″W / 34.61056°N 92.21722°W，而該地的平均海拔高度為78米（即256英尺）。

## 人口
根據2020年美國人口普查的數據，賴茨維爾的面積為5.53平方千米，當中陸地面積為5.48平方千米，而水域面積為0.05平方千米。當地共有人口1542人，而人口密度為每平方千米278人。